# Flussfund

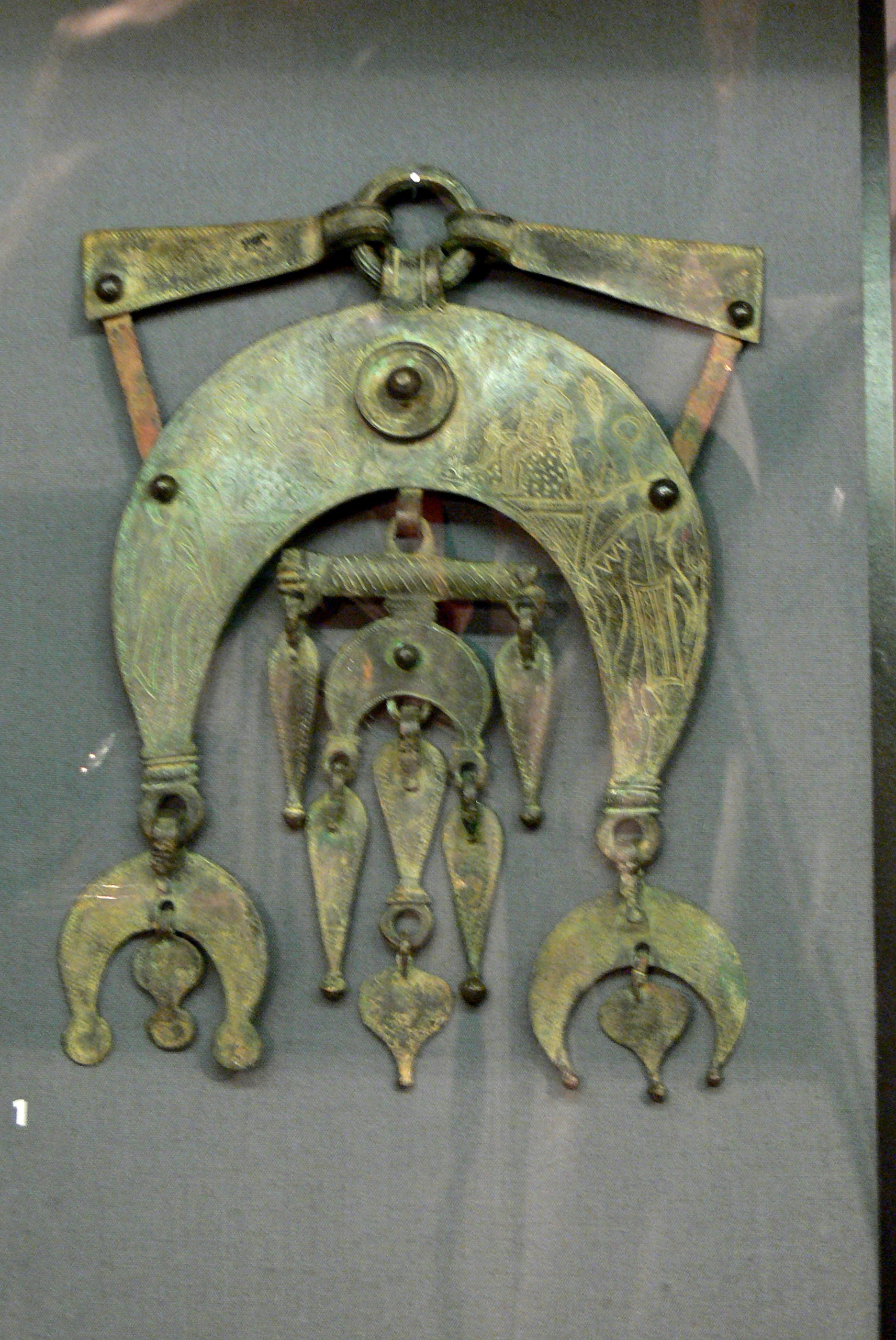
Pectorale Pferderüstung aus Carnuntum

Flussfunde sind, im Gegensatz zu Bodenfunden, archäologische Funde in Gewässern und bei Quellen, die besonders in Mittel-, Nord- und Westeuropa in allen Perioden der Jungsteinzeit, besonders aber aus der Bronzezeit stammend vorkommen. Flussfunde sind als Hortfunde bzw. als Opfer- und Weihegaben anzusehen; hinzu kommen Einbäume (z. B. Einbäume von Fiskerton).
Funde in Opfermooren sind eine eigene Fundgattung und eine weitere Form der Funde in Gewässern, die aber aufgrund des Erhaltungsgrades von organischem Material (insbesondere Holz und Gewebe) eine Sonderstellung einnehmen.
Latènezeitliche Flussfunde sind zeitlichen Veränderungen unterworfen: Nach der fast fundleeren Hallstattzeit gelangten zunächst nur besondere Objekte in Gewässer. Ab der Mittellatènezeit dominieren Waffen, darunter auch Massendeponierungen, wie in den Heiligtümern. Im Norden sticht der Waffenfund im Illerup Ådal aus der Eisenzeit hervor. Das heutige Moor war zur Zeit der Opferungen einer von mehreren kleinen Seen mit einer Ausdehnung von 400 mal 250 Metern und einer Tiefe von etwa vier Metern. In der zeitgleichen Spätlatènezeit kommen im Süden Münzen hinzu, die bis in die Römische Kaiserzeit weiterlaufen.